# Xã Sigourney, Quận Keokuk, Iowa
Xã Sigourney (tiếng Anh: Sigourney Township) là một xã thuộc quận Keokuk, tiểu bang Iowa, Hoa Kỳ. Năm 2010, dân số của xã này là 2.249 người.